# Saco terrero

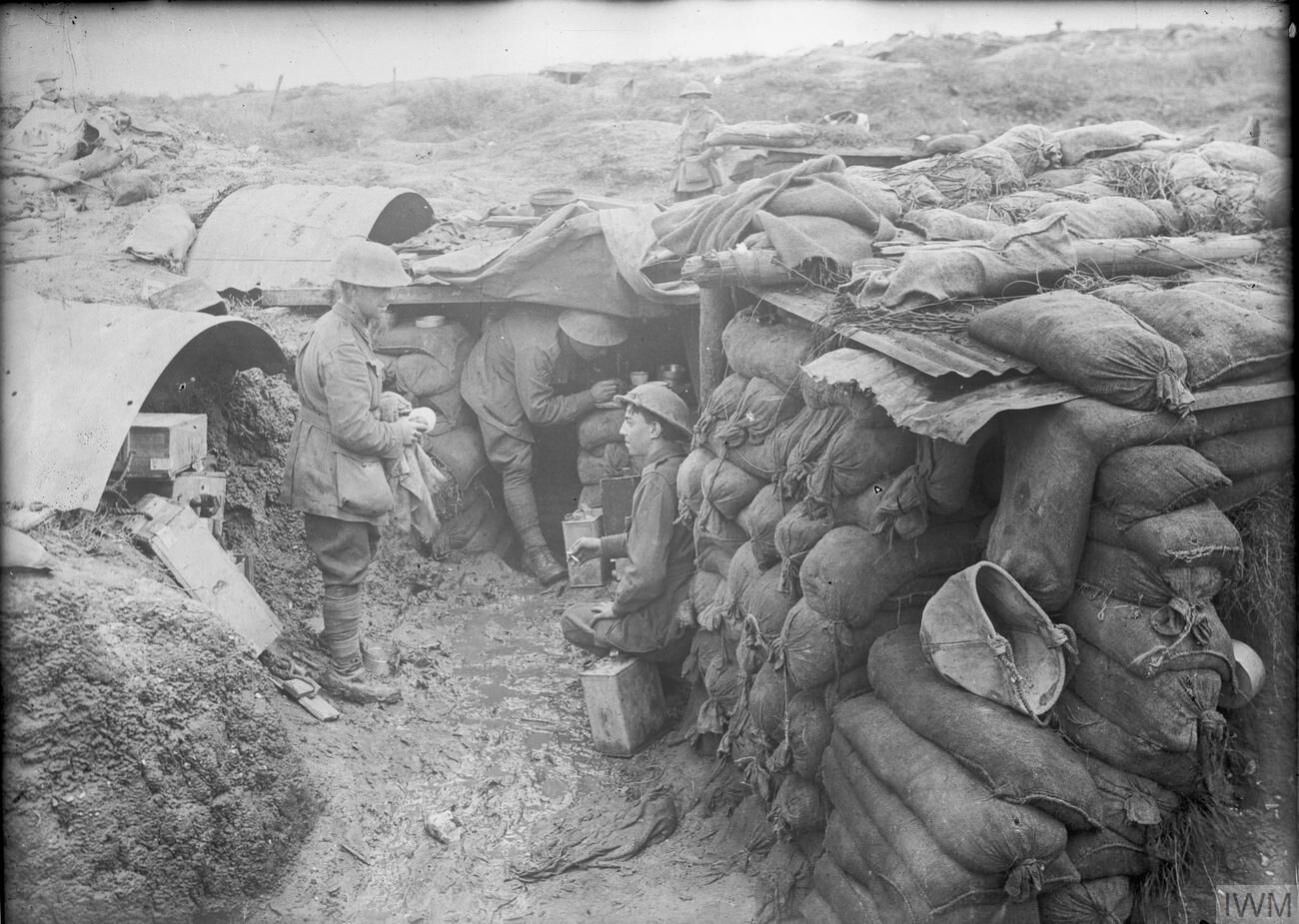
Trinchera con sacos terreros

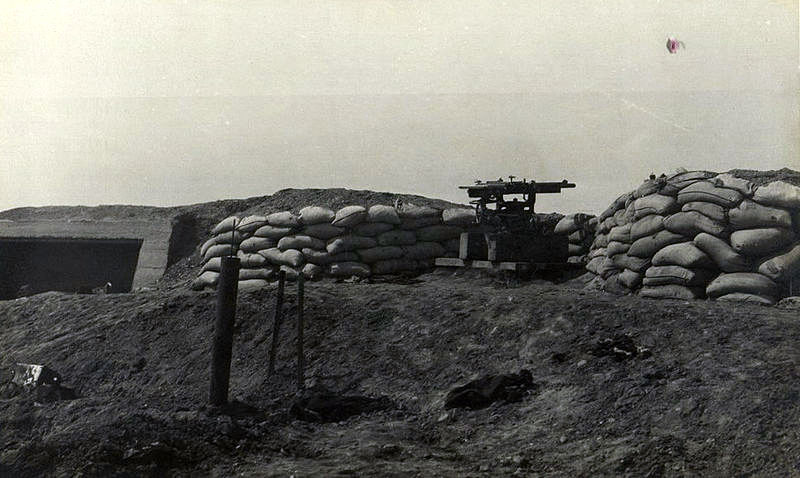
Primera guerra de los Balcanes

Se llama saco terrero o saco de tierra al saco de arpillera fuerte o de lona de unos 60 cm de largo y del ancho proporcionado para que pueda contener la tierra necesaria para el objeto a que se destina.

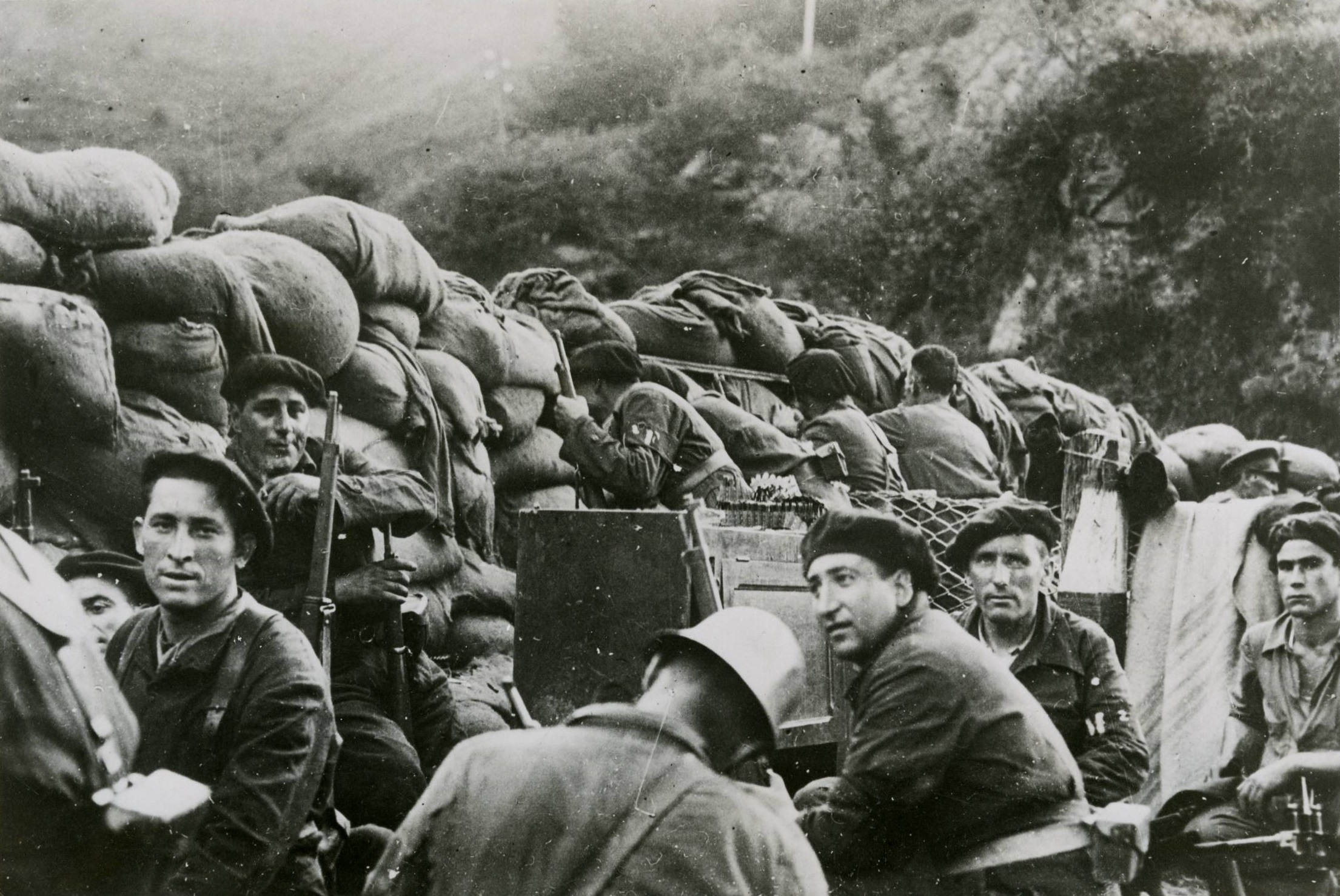
Civiles armados del bando republicano parapetados detrás de sacos de arena durante la Guerra civil española

Su utilidad es la de formar casi instantáneamente un parapeto o trinchera a cuyo amparo hagan fuego los soldados. Su colocación se hace de forma horizontal, poniendo la primera hilera en el suelo, encima de esta la segunda de modo que la mitad del saco caiga encima de la unión de dos de los de abajo, y así sucesivamente las demás hileras. De trecho en trecho, se dejan abiertas las troneras necesarias para que la tropa dispare sus armas.